# Gewerbegehöft Eschenweg

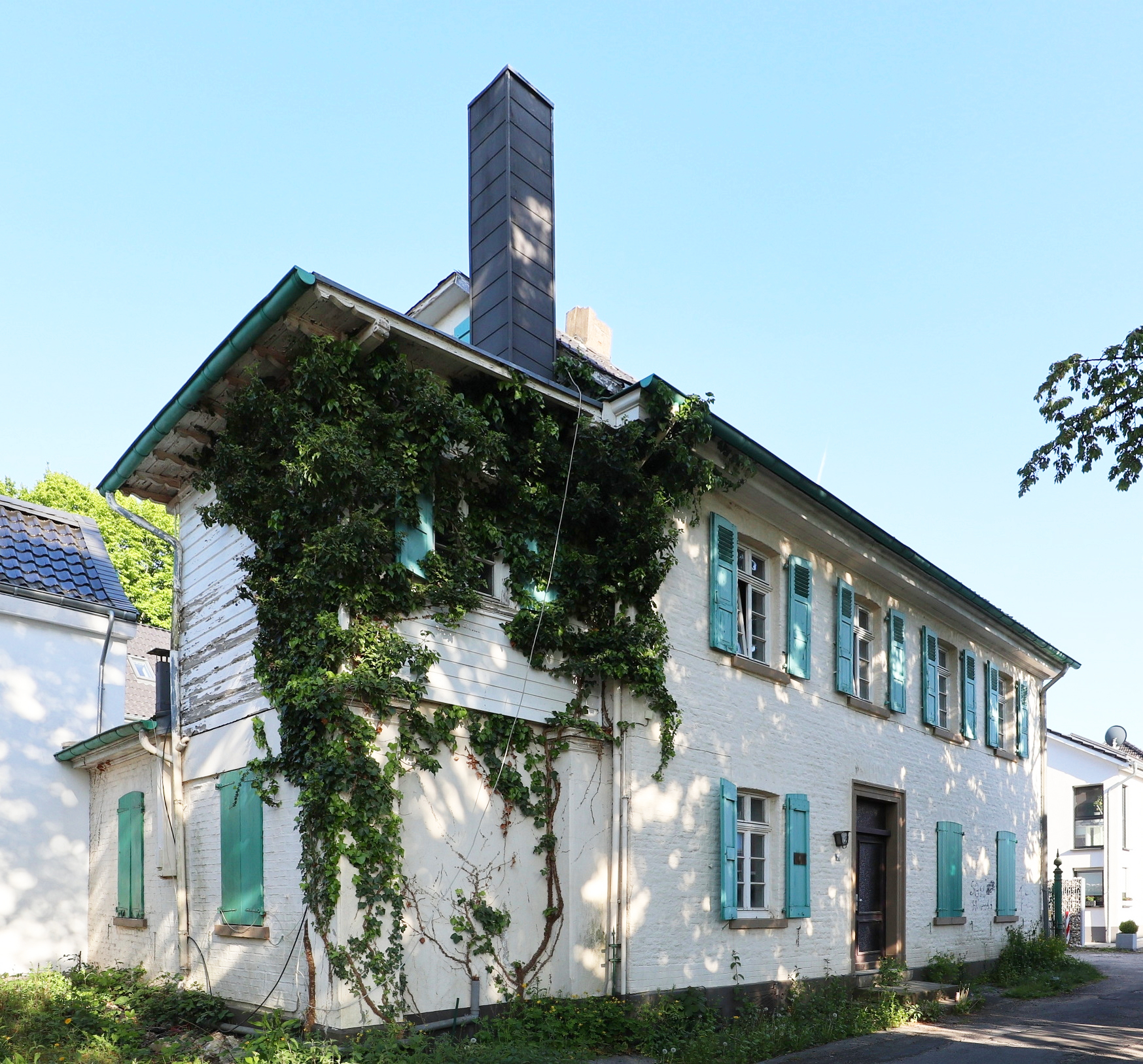
Hauptgebäude und Wohnhaus Hammerstein, Eschenweg 21

Das Gewerbegehöft Eschenweg ist eine denkmalgeschützte Wohnanlage in der bergischen Großstadt Solingen. Es besteht aus einer Gruppe von Fachwerkhäusern aus dem 18. und 19. Jahrhundert und ist als Wurzel des Unternehmens C. Rob. Hammerstein ein bedeutendes Zeugnis der Frühindustrialisierung in Solingen.

## Lage und Beschreibung

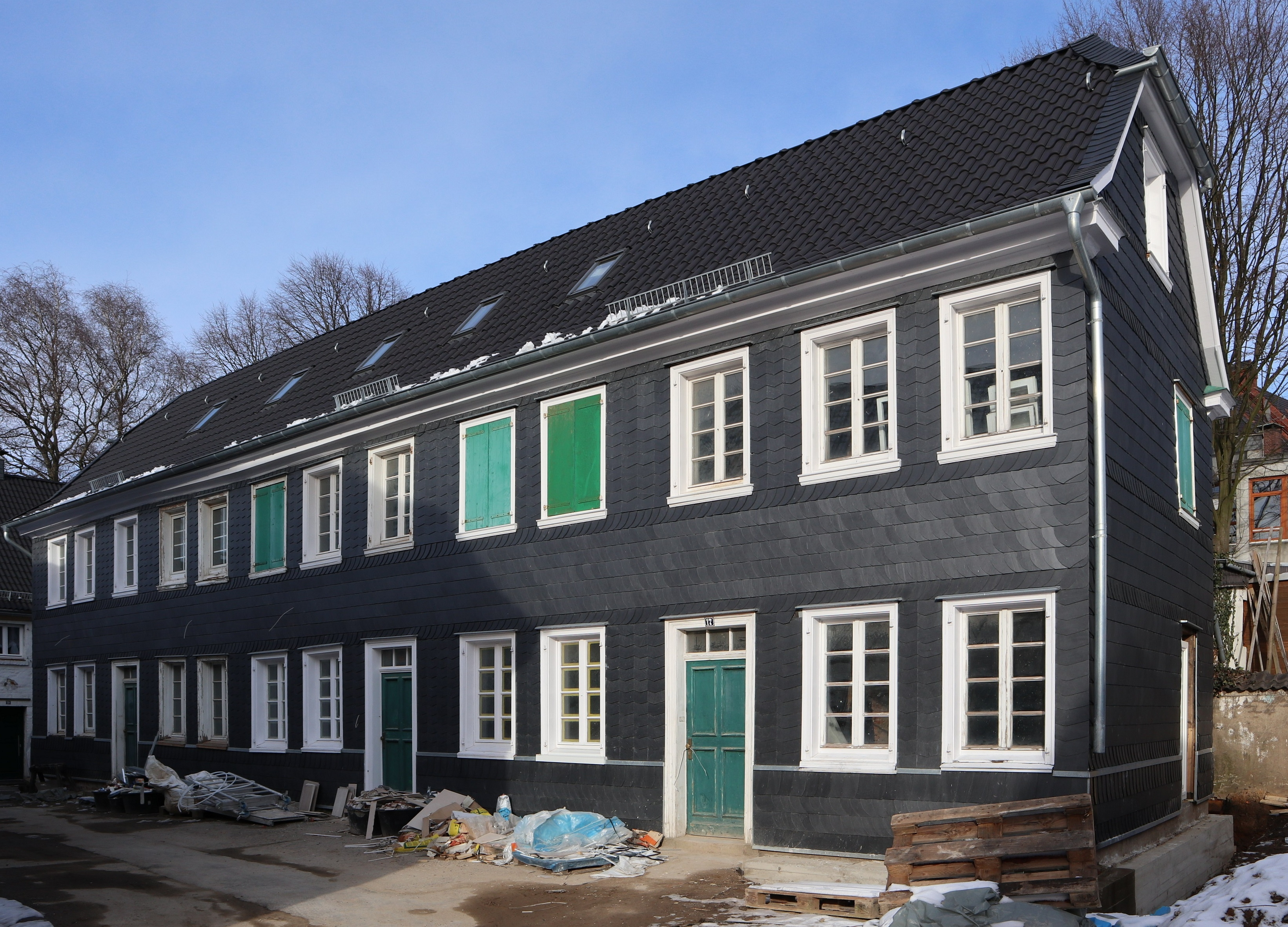
Ehemaliges Fabirkantionsgebäude, Eschenweg 17, 17a, 17b

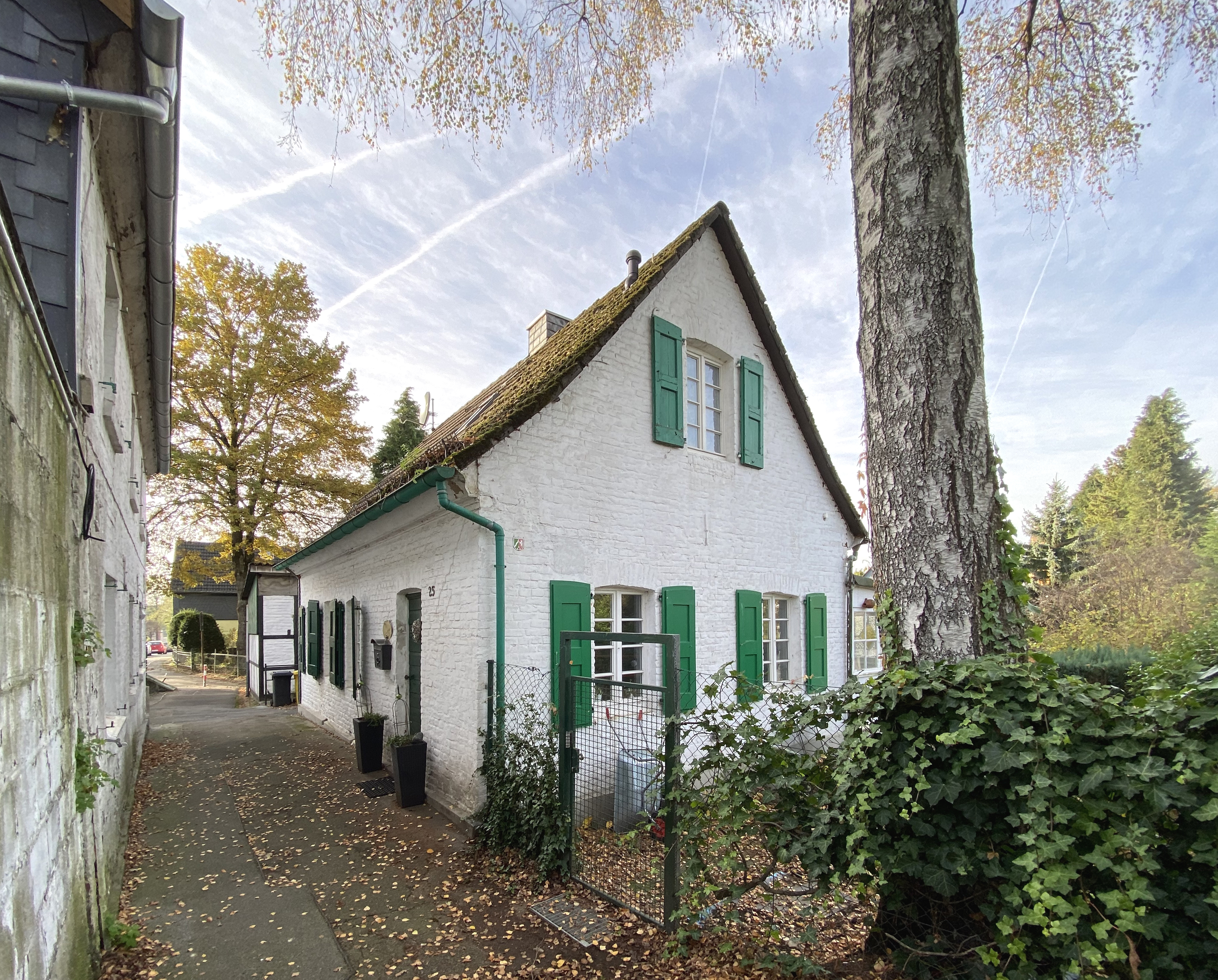
Ziegelgebäude, Eschenweg 25

Die Hofanlage befindet sich im Stadtteil Merscheid westlich der evangelischen Kirche Solingen-Merscheid und nördlich der Merscheider Straße, die als Hauptverkehrsstraße auf einem Höhenrücken verläuft. Von dort aus zweigt der Eschenweg (bis 1935 Lindenstraße genannt) nach Norden ab. In einer Talsenke im Norden befindet sich der Merscheider Hof.
Das Gewerbegehöft Eschenweg besteht aus folgenden Einzelgebäuden, die um einen zentralen Hof gruppiert sind:
- Eschenweg 17, 17a, 17b: Ehemaliges Fabrikationsgebäude der Firma Hammerstein als zweigeschossiges Schieferhaus, 1840er Jahre
- Eschenweg 19[2]: Zweigeschossiges Ziegelwohnhaus aus dem 19. Jahrhundert
- Eschenweg 21: Ehemaliges Wohnhaus der Unternehmerfamilie Hammerstein, 18. Jahrhundert
- Eschenweg 23: Zweigeschossiges Schieferwohnhaus aus dem 18. Jahrhundert
- Eschenweg 25: Kleines Ziegelgebäude aus dem 19. Jahrhundert

## Geschichte
Der Kaufmann Carl Robert Hammerstein aus Merscheid stieg im Jahre 1849 als Eisen- und Stahlwarenhändler in die Produktion von Stahl(taschen)bügeln für die Offenbacher Lederwarenindustrie ein. Er stellte die Rohmaterialien zur Verfügung, die dann durch Heimarbeiter verarbeitet wurden und vertrieb schließlich die fertigen Produkte. Die Familie Hammerstein residierte dabei im Gebäude Eschenweg 21, das sich durch bauliche Details von den übrigen Gebäuden des Gewerbegehöfts abhebte. Ab 1870 wurden im Gebäude Eschenweg 17, 17a, 17b zusätzlich Schirmfurnituren produziert. Dadurch gelang dem Unternehmen die wirtschaftliche Expansion und bereits in den 1880er Jahren wurde ein neuer Produktionsstandort an der wenige hundert Meter entfernten Merscheider Straße bezogen.
Das Gewerbegehöft Eschenweg gilt als eine für den Solinger Raum typische Wohn- und Gewerbehofschaft des 19. Jahrhunderts. Die heute als Wohnhäuser genutzten Gebäude wurden zwischen 1984 und 1990 in die Solinger Denkmalliste eingetragen.